# Charlotte Motor Speedway

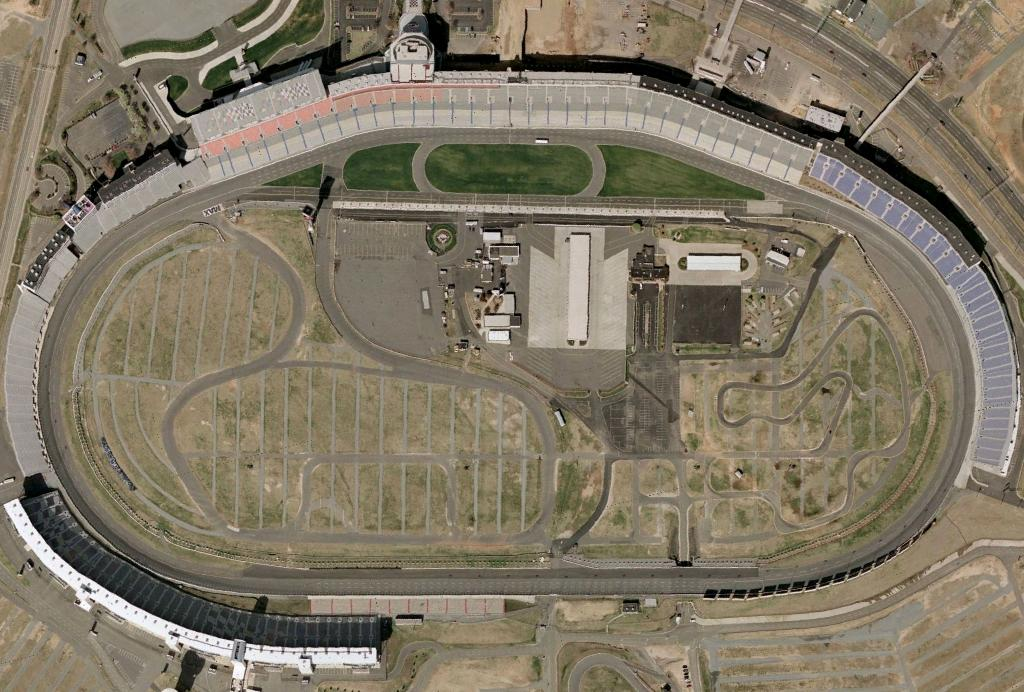
Lowe's Motor Speedway

De Charlotte Motor Speedway is een racecircuit gelegen in Concord in de Amerikaanse staat North Carolina. In 2009 veranderde het circuit van naam en werd het Lowe's Motor Speedway, in 2010 werd het circuit terug hernoemd naar haar originele benaming. Het is een ovaal circuit met een lengte van 1,5 mijl (2,4 km). De bouw startte in 1959 en een jaar later werd het voor de eerste keer gebruikt. Momenteel worden er onder meer races gehouden uit de NASCAR Nationwide Series, de NASCAR Sprint Cup en de Camping World Truck Series.
In 1997, 1998 en 1999 werd er een Indy Racing League race gehouden. Tijdens de 61e ronde van de race in 1999 werd er een wiel gekatapulteerd in het publiek, waarbij drie toeschouwers het leven lieten. In de 79e ronde werd besloten de race af te gelasten. Daarna werden er geen IndyCar-races meer gehouden.

## Winnaars op het circuit
Winnaars op het circuit voor een race uit de Indy Racing League kalender.
| Jaar | Rijder        |
| ---- | ------------- |
| 1997 | Buddy Lazier  |
| 1998 | Kenny Bräck   |
| 1999 | Race afgelast |